# Леміщиська сільська рада
Лемі́щиська сільська́ ра́да — адміністративно-територіальна одиниця та орган місцевого самоврядування в Жашківському районі Черкаської області. Адміністративний центр — село Леміщиха.

## Загальні відомості
- Населення ради: 819 осіб (станом на 2001 рік)

## Населені пункти
Сільській раді були підпорядковані населені пункти:
- с. Леміщиха

## Склад ради
Рада складалася з 12 депутатів та голови.
- Голова ради: Часовенко Микола Павлович

### Керівний склад попередніх скликань
| Прізвище, ім'я, по батькові | Основні відомості                                                                     | Дата обрання | Дата звільнення |
| --------------------------- | ------------------------------------------------------------------------------------- | ------------ | --------------- |
| Часовенко Микола Павлович   | Сільський голова, 1962 року народження, освіта вища, член Української Народної Партії | 26.03.2006   | 31.10.2010      |
| Часовенко Микола Павлович   | Сільський голова, 1962 року народження, освіта вища, безпартійний                     | 31.10.2010   |                 |

Примітка: таблиця складена за даними сайту Верховної Ради України

### Депутати
За результатами місцевих виборів 2010 року депутатами ради стали:

#### За суб'єктами висування
| Суб'єкт висування                 | Кількість обраних депутатів | %    |
| --------------------------------- | --------------------------- | ---- |
| Партія регіонів                   | 6                           | 50   |
| Самовисування                     | 3                           | 25   |
| Політична партія «Наша Україна»   | 2                           | 16,7 |
| Політична партія «Сильна Україна» | 1                           | 8,3  |

#### За округами
| № округу                          | Прізвище, ім'я, по батькові     | Дата визнання обраним | Освіта             | Партійна приналежність | Відомості про обраного депутата                                 |
| --------------------------------- | ------------------------------- | --------------------- | ------------------ | ---------------------- | --------------------------------------------------------------- |
| Партія регіонів                   |                                 |                       |                    |                        |                                                                 |
| 1                                 | Парфенюк Катерина Миколаївна    | 03.11.2010            | середня            | член Партії регіонів   | пенсіонер                                                       |
| 4                                 | Гоменюк Віктор Дмитрович        | 03.11.2010            | середня спеціальна | член Партії регіонів   | пенсіонер                                                       |
| 6                                 | Задорожній Роман Леонтійович    | 03.11.2010            | середня            | позапартійний          | Жашківський УЕГГ, контролер                                     |
| 9                                 | Брик Оксана Сергіївна           | 03.11.2010            | вища               | позапартійна           | тимчасово не працює                                             |
| 10                                | Марущак Микола Олександрович    | 03.11.2010            | середня            | член Партії регіонів   | тимчасово не працює                                             |
| 11                                | Войцехівська Антоніна Пилипівна | 03.11.2010            | вища               | позапартійна           | Леміщиська сільська рада, секретар                              |
| Політична партія «Наша Україна»   |                                 |                       |                    |                        |                                                                 |
| 3                                 | Гаврилюк Галина Вікторівна      | 03.11.2010            | вища               | позапартійна           | ПСП «Аскольд Агро», касир — вагар                               |
| 7                                 | Лановенко Наталія Миколаївна    | 03.11.2010            | вища               | позапартійна           | Леміщиська сільська рада, головний бухгалтер                    |
| Політична партія «Сильна Україна» |                                 |                       |                    |                        |                                                                 |
| 2                                 | Стаднічук Любов Яківна          | 03.11.2010            | вища               | позапартійна           | Леміщиська загальноосвітня школа І-ІІІ ст., заступник директора |
| Самовисування                     |                                 |                       |                    |                        |                                                                 |
| 5                                 | Шевчук Олена Володимирівна      | 03.11.2010            | середня спеціальна | позапартійна           | Леміщиська сільська бібліотека, завідувач                       |
| 8                                 | Дем'янчук Ольга Якимівна        | 03.11.2010            | вища               | позапартійна           | пенсіонер                                                       |
| 12                                | Пущик Марія Григорівна          | 03.11.2010            | вища               | позапартійна           | Леміщиська загальноосвітня школа І-ІІІ ст., вчитель історії     |